# Odontocera
Odontocera är ett släkte av skalbaggar. Odontocera ingår i familjen långhorningar.

## Dottertaxa tillOdontocera, i alfabetisk ordning[1]
- Odontocera albicans
- Odontocera albitarsis
- Odontocera annulicornis
- Odontocera apicalis
- Odontocera apicula
- Odontocera armipes
- Odontocera auropilosa
- Odontocera baeri
- Odontocera barnouini
- Odontocera beneluzi
- Odontocera bilobata
- Odontocera bisulcata
- Odontocera buscki
- Odontocera chrysostetha
- Odontocera clara
- Odontocera colon
- Odontocera compressipes
- Odontocera crocata
- Odontocera cylindrica
- Odontocera darlingtoni
- Odontocera dice
- Odontocera dispar
- Odontocera exilis
- Odontocera fasciata
- Odontocera flavicauda
- Odontocera flavirostris
- Odontocera furcifera
- Odontocera fuscicornis
- Odontocera globicollis
- Odontocera gracilis
- Odontocera hilaris
- Odontocera hirundipennis
- Odontocera javieri
- Odontocera josemartii
- Odontocera leucothea
- Odontocera lineatocollis
- Odontocera longipennis
- Odontocera malleri
- Odontocera margaritacea
- Odontocera mellea
- Odontocera melzeri
- Odontocera meridiana
- Odontocera molorchoides
- Odontocera monnei
- Odontocera monostigma
- Odontocera morii
- Odontocera nevermanni
- Odontocera nigriclavis
- Odontocera nigrovittata
- Odontocera ochracea
- Odontocera ornaticollis
- Odontocera parallela
- Odontocera petiolata
- Odontocera poecilopoda
- Odontocera punctata
- Odontocera pusilla
- Odontocera quadrivittata
- Odontocera quiinaphila
- Odontocera quinquecallosa
- Odontocera rugicollis
- Odontocera sabatieri
- Odontocera sanguinolenta
- Odontocera scabricollis
- Odontocera septemtuberculata
- Odontocera signatipennis
- Odontocera simplex
- Odontocera solangeae
- Odontocera soror
- Odontocera subtilis
- Odontocera tibialis
- Odontocera tridentifera
- Odontocera triliturata
- Odontocera triplaris
- Odontocera trisignata
- Odontocera tuberculata
- Odontocera tumidicollis
- Odontocera typhoeus
- Odontocera villosa
- Odontocera virgata
- Odontocera vittipennis
- Odontocera zeteki
- Odontocera zikani